# Virgen de Valvanera (Sonsón)
Nuestra Señora de Valvanera, también conocida como Virgen del Roble, es una advocación mariana de la Iglesia católica. Su imagen reposa en el retablo del altar mayor del santuario diocesano de Nuestra Señora de Valvanera, en el municipio de Sonsón (Antioquia, Colombia), donde es venerada en un óleo de 1855. En 1954, el cuadro fue coronado canónicamente por el prelado de Medellín, monseñor Joaquín García Benítez.

## Historia

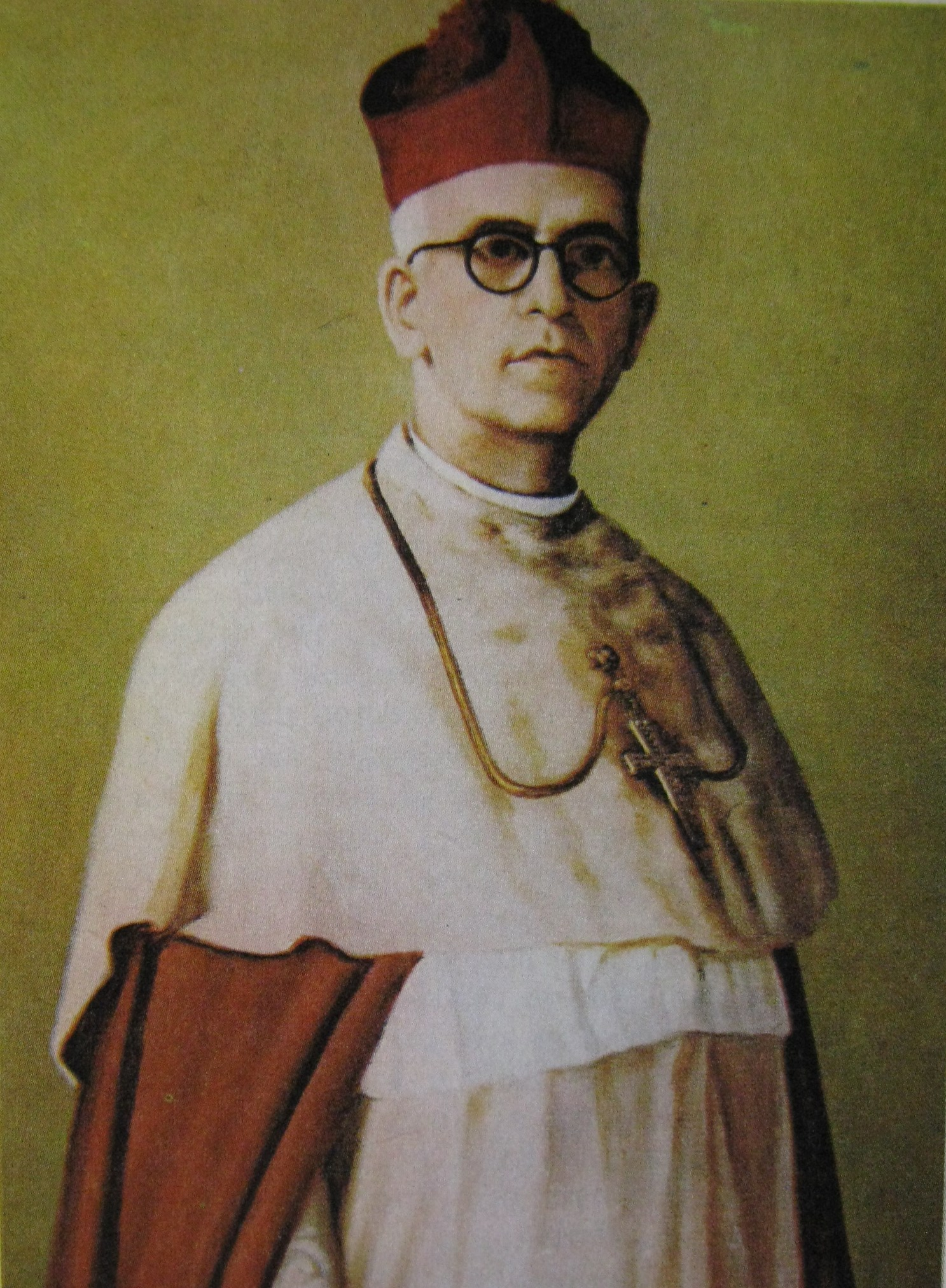
Joaquín García Benítez, arzobispo de Medellín.

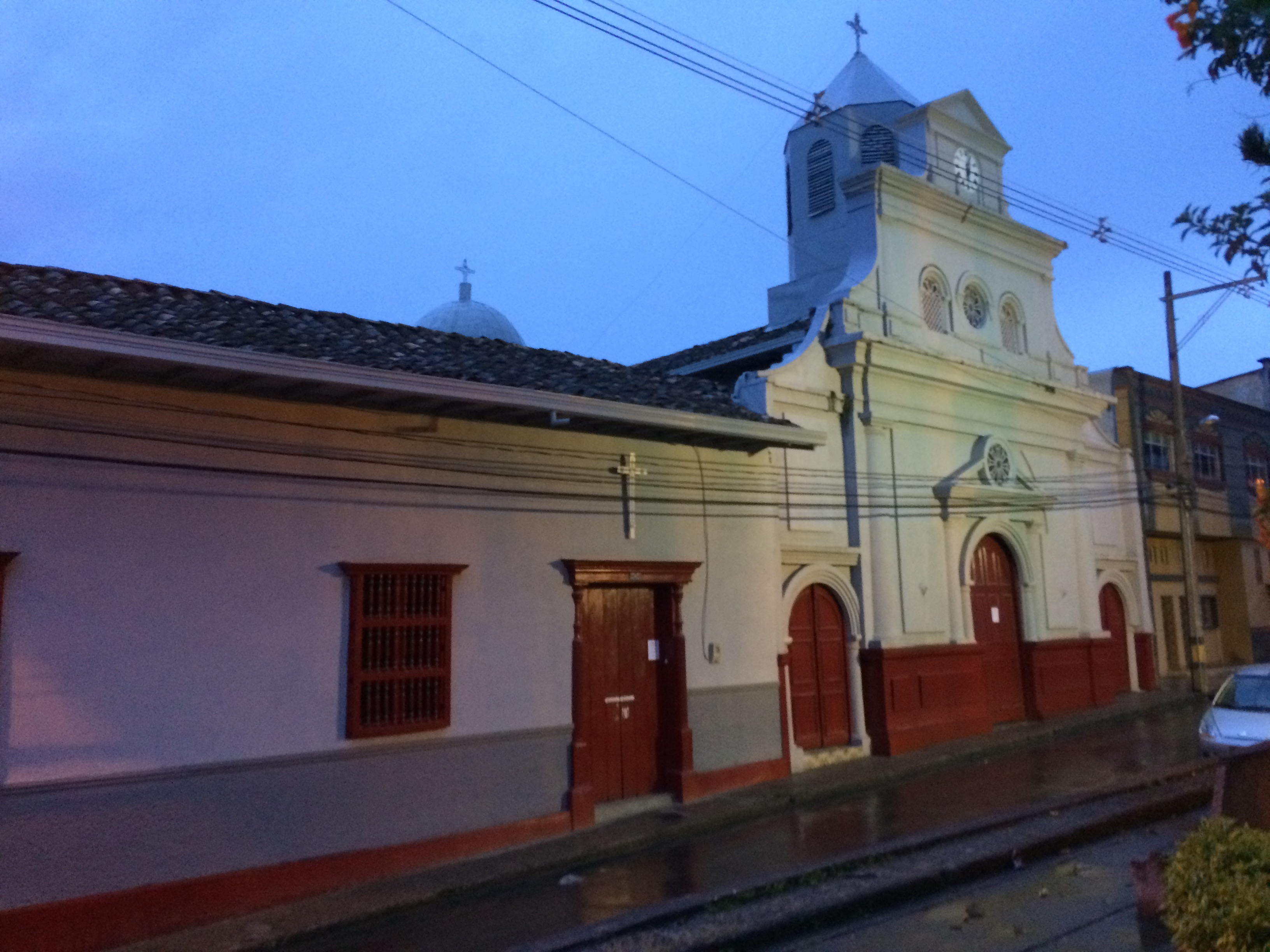
Santuario Diocesano de N. S. de Valvanera en Sonsón.

Entre los colonos que llegaron a los Valles Altos de Sonsón a finales del siglo XVIII, estaban José María y Francisco Buitrago, oriundos de Marinilla. No participaron ellos en la fundación de la ciudad actual, el 4 de agosto de 1800, según se evidencia en el Acta de Fundación. Sin embargo, a comienzos de 1802 José María y su esposa, Nicolasa Grajales fijaron su residencia en la naciente población. Entre sus pertenencias, llevaron consigo un cuadro de la Virgen de Valvanera, devoción que habían cultivado de tiempo atrás por herencia familiar. Dicho matrimonio se estableció en el paraje de "El Roble", muy cerca al actual parque Cementerio, donde Buitrago tenía una pequeña propiedad. Con la ayuda de algunos vecinos devotos marianos, se levantó una modesta capilla en la que se colocó el cuadro. El padre José Tomás Henao, cura párroco de Sonsón, solía celebrar en ella la eucaristía. Sin embargo, la modesta condición económica de los propietarios del cuadro y la capilla generó que con el paso del tiempo, ésta se fuera deteriorando hasta llegar a la ruina. En 1837, durante la visita pastoral de Juan de la Cruz Gómez Plata a la ciudad, y dado el estado de la capilla, este prohibió celebrar en ella misa, suspendiendo también el rezo de la novena que se le hacía a la Valvanera en la iglesia parroquial, que carecía de aprobación eclesiástica. Ante dichos sucesos, Buitrago prometió levantar una nueva ermita a la venerada advocación; aunque murió al poco tiempo sin ver realizado su objetivo.
Tiempo después, una terrible sequía puso en riesgo los cultivos de los habitantes de la comarca, quienes imploraron su auxilio a la Virgen de Valvanera. Juan Esteban Buitrago, hijo de José María, se dio a la tarea de cumplir la promesa de su padre, y el 23 de abril de 1855 fue colocada la primera piedra de la nueva ermita de la Valvanera. El 14 de mayo de ese mismo año el provisor de la Diócesis, Lino de Garro, concedió los permisos para celebrar eucaristía en ella. Debido al deterioro del cuadro original al punto de borrarse casi por completo la imagen, se confió al pincel de Andrés Delgado el óleo actual, que mide 106 centímetros de alto por 80 de ancho.
La nueva capilla construida en madera nuevamente amenazó ruina. El padre Hoyos, entonces cura párroco, solicitó permiso para demolerla y trasladar la imagen a la iglesia parroquial. El 22 de marzo de 1869 el obispo Valerio Antonio Jiménez otorgó el permiso y el cuadro pasó al templo principal de Sonsón. El 3 de enero de 1870 se concedió permiso para levantar un nuevo santuario. Entre las muchas donaciones recibidas para la construcción, destacan las de Silvestre Mejía, Rafael Jaramillo y Eugenia Botero de Ramos. En la tarde del 8 de septiembre de 1883, en solemne procesión, se trasladó el venerado cuadro de la iglesia parroquial a su nuevo templo, que a lo largo de los años ha sufrido diversas modificaciones; entre las que destaca el rediseño de su frontis en 1929. En 1953 los obispos nacidos en Sonsón o hijos de sonsoneños, así como otros vinculados a la ciudad, solicitaron a Roma la coronación canónica del cuadro, a propósito del año mariano de 1954. El primero de noviembre de ese año se llevó a cabo la solemne ceremonia, encabezada por Monseñor Joaquín García Benítez, en compañía de numerosos prelados, constituyendo así el templo que la albergaba en Santuario Diocesano.
Tras la muerte de Monseñor Ramón Elías Botero, rector del Santuario por varias décadas, a finales de los 80, el santuario de la Valvanera quedó sin administración propia, y a merced de la Parroquia de la Catedral, condición que lo redujo de facto al estatus de capilla. El domingo 8 de febrero de 1998, en las horas de la noche, y aprovechando la ausencia de vigilancia permanente en el templo, varios ladrones sustrajeron el centenario cuadro de su camarín y robaron sus joyas canónicas. Varios meses más tarde el valioso óleo pudo ser recuperado.
El 23 de diciembre de 2013, mediante decreto 041 del obispo de Sonsón-Rionegro, Fidel León Cadavid Marín, fue nombrado en la rectoría del santuario de Valvanera el presbítero Javier Toro Osorio, después de varios lustros de vacancia en este cargo. El 8 de septiembre de 2015, fue solemnemente coronado el cuadro, gracias a las gestiones del rector del santuario.